# Chantal Baudaux
Chantal Baudaux   (Caracas, 4 de gener de 1980) és una model, actriu de televisió i de teatre veneçolana. De pare francès i mare espanyola, ha participat en diverses sèries de televisió i telenovel·les de la cadena Ràdio Caracas Televisió (RCTV).

## Carrera professional
Després de diverses participacions en anuncis publicitaris, l'any 1998 va ser escollida com la protagonista de la sèrie juvenil Hoy te vi, juntament amb Sandy Olivares, iniciant la seva carrera a la televisió veneçolana.
Va participar en nombroses telenovel·les de RCTV amb gran èxit en la dècada del 2000. Va tenir una destacada actuació en l'any 2002 en la telenovel·la de misteri veneçolana La mujer de Judas, la qual va protagonitzar junt amb l'actor Juan Carlos García, amb nivells d'acceptació molt bons i retransmesa en diversos països, allà va interpretar a «Glòria Leal», una estudiant que podia veure el fantasma d'un sacerdot que li advertia sobre assassinats misteriosos. El 2009 va ser coprotagonista de Calle luna, Calle sol, compartint crèdits amb Mónica Spear i Manuel Sosa.
Entre 2007 i 2008 va participar en dues pel·lícules per a televisió, Señor Presidente i Pension Amalia, transmeses per la cadena RCTV Internacional.
El 2015 va protagonitzar el vídeo Se acabó de San Luis feat Chino y Nacho junt amb Yuvanna Montalvo i Sócrates Serrano, a més va tornar a la pantalla noia per a un episodi de Escándalos a Televen.
Al maig de 2016 va posar junt amb els seus fills Zoe i Luc per a la revista OK.

## Vida personal
Chantal Baudaux va néixer com Chantal Nathaly Baudaux Jiménez de mare espanyola i pare francès. El 2008 es va casar amb Alberto Morla, un empresari veneçolà. Baudaux va ser criada sense cap religió.

## Televisió
| Any  | Títol                 | Paper                             | Episodi        |
| ---- | --------------------- | --------------------------------- | -------------- |
| 1998 | Hoy te vi             | Jessica Linares Urdanet           |                |
| 2000 | Mis 3 hermanas        | Beatriz Estrada Morandi «La Beba» |                |
| 2001 | Carissima             | Adriana Libordo                   |                |
| 2002 | La Mujer de Judas     | Gloria Leal                       |                |
| 2003 | La Cuaima             | Alfonsina Russo «La Nena»         |                |
| 2004 | Negra consentida      | Viviana Altúnez Meaño             |                |
| 2005 | Amantes               | Isabel Sarmiento de Bejerano      |                |
| 2006 | Dr. G y las mujeres   | Susana «Susy» Andrade Niño        |                |
| 2009 | Calle luna, Calle sol | Gabriela «Gaby» Bustamante        |                |
| 2016 | Escándalos            | Érika Montalbán                   | «El doble»     |
| 2020 | Almas en Pena         | La Planchada                      | «La Planchada» |

### Cinema
| Any  | Títol            | Paper          |
| ---- | ---------------- | -------------- |
| 2004 | Natalia de 8 a 9 |                |
| 2007 | Señor Presidente | Camila Canales |
| 2008 | Pensión Amalia   | Cristina       |
| 2014 | Dos de trébol    |                |